# 深江南町
深江南町（ふかえみなみまち）は、神戸市東灘区の町名の一つで、旧・本庄村域（本庄地区）のうち旧・深江村域の国道43号以南に基づく範囲。平成17年国勢調査（2005年10月1日現在）における世帯数は3,534、人口8,454で内男性4,093人・女性4,361人。

## 地理
南は深江大橋で人工島神戸第四工区である深江浜町と、西から北西は青木と、北は国道43号線を挟んで深江本町と、同じく北東の一点で芦屋市平田北町と、東は芦屋市平田町と、南東の（海上の）一点で芦屋市潮見町と、それぞれ隣接している。
昭和47年（1972年）6月1日に本庄町深江字神楽町が一丁目、同字東町が二丁目、同字見附町が三丁目、同字磯島町が四丁目、同字踊松町と同町青木字新浜町（東半）が五丁目として新住居表示実施に伴い成立した。

### 地価
住宅地の地価は、2014年（平成26年）1月1日の公示地価によれば、深江南町2-9-2の地点で22万3000円/m2となっている。

## 町名の変遷
| 昭和25年6月30日以前                                                                      | 昭和25年7月1日               | 昭和25年10月10日   | 昭和47年6月1日             |
| ---------------------------------------------------------------------------------------- | ---------------------------- | ------------------ | -------------------------- |
| （武庫郡本庄村）深江字下永井                                                             | （武庫郡本庄村）深江字神楽町 | 本庄町深江字神楽町 | 深江南町一丁目             |
| （武庫郡本庄村）深江字南永井                                                             | （武庫郡本庄村）深江字神楽町 | 本庄町深江字神楽町 | 深江南町一丁目             |
| （武庫郡本庄村）深江字神楽田                                                             | （武庫郡本庄村）深江字神楽町 | 本庄町深江字神楽町 | 深江南町一丁目             |
| （武庫郡本庄村）深江字永井濱                                                             | （武庫郡本庄村）深江字神楽町 | 本庄町深江字神楽町 | 深江南町一丁目             |
| （武庫郡本庄村）深江字前田（東半、深江字見附町になった以外）                             | （武庫郡本庄村）深江字東町   | 本庄町深江字東町   | 深江南町二丁目             |
| （武庫郡本庄村）深江字見附畑（東半、深江字見附町になった以外）                           | （武庫郡本庄村）深江字東町   | 本庄町深江字東町   | 深江南町二丁目             |
| （武庫郡本庄村）深江字葭島（東半、深江字見附町になった以外）                             | （武庫郡本庄村）深江字東町   | 本庄町深江字東町   | 深江南町二丁目             |
| （武庫郡本庄村）深江字東濱                                                               | （武庫郡本庄村）深江字東町   | 本庄町深江字東町   | 深江南町二丁目             |
| （武庫郡本庄村）深江字納家後                                                             | （武庫郡本庄村）深江字東町   | 本庄町深江字東町   | 深江南町二丁目             |
| （武庫郡本庄村）深江字前永井                                                             | （武庫郡本庄村）深江字東町   | 本庄町深江字東町   | 深江南町二丁目             |
| （武庫郡本庄村）深江字西永井                                                             | （武庫郡本庄村）深江字東町   | 本庄町深江字東町   | 深江南町二丁目             |
| （武庫郡本庄村）深江字見附畑（西半、深江字東町になった以外）                             | （武庫郡本庄村）深江字見附町 | 本庄町深江字見附町 | 深江南町三丁目             |
| （武庫郡本庄村）深江字葭島（西半、深江字東町になった以外）                               | （武庫郡本庄村）深江字見附町 | 本庄町深江字見附町 | 深江南町三丁目             |
| （武庫郡本庄村）深江字前田（西半、深江字東町になった以外）                               | （武庫郡本庄村）深江字見附町 | 本庄町深江字見附町 | 深江南町三丁目             |
| （武庫郡本庄村）深江字堤ヶ外                                                             | （武庫郡本庄村）深江字磯島町 | 本庄町深江字磯島町 | 深江南町四丁目             |
| （武庫郡本庄村）深江字磯島                                                               | （武庫郡本庄村）深江字磯島町 | 本庄町深江字磯島町 | 深江南町四丁目             |
| （武庫郡本庄村）深江字東休家                                                             | （武庫郡本庄村）深江字磯島町 | 本庄町深江字磯島町 | 深江南町四丁目             |
| （武庫郡本庄村）深江字西休家                                                             | （武庫郡本庄村）深江字磯島町 | 本庄町深江字磯島町 | 深江南町四丁目             |
| （武庫郡本庄村）深江字高橋                                                               | （武庫郡本庄村）深江字磯島町 | 本庄町深江字磯島町 | 深江南町四丁目             |
| （武庫郡本庄村）深江字大日前（南半、深江字大日町になった以外）                           | （武庫郡本庄村）深江字磯島町 | 本庄町深江字磯島町 | 深江南町四丁目             |
| （武庫郡本庄村）深江字島ノ内（南半、深江町大日町になった以外）                           | （武庫郡本庄村）深江字磯島町 | 本庄町深江字磯島町 | 深江南町四丁目             |
| （武庫郡本庄村）青木字北七郎右衛門新田（南半、青木字文教町になった以外）                 | （武庫郡本庄村）深江字踊松町 | 本庄町深江字踊松町 | 深江南町五丁目             |
| （武庫郡本庄村）青木字南七郎右衛門新田（南東部、青木字新浜町・文教町になった以外）       | （武庫郡本庄村）深江字踊松町 | 本庄町深江字踊松町 | 深江南町五丁目             |
| （武庫郡本庄村）深江字踊松                                                               | （武庫郡本庄村）深江字踊松町 | 本庄町深江字踊松町 | 深江南町五丁目             |
| （武庫郡本庄村）深江字踊松町5丁目                                                        | （武庫郡本庄村）深江字踊松町 | 本庄町深江字踊松町 | 深江南町五丁目             |
| （武庫郡本庄村）深江字東畑                                                               | （武庫郡本庄村）深江字踊松町 | 本庄町深江字踊松町 | 深江南町五丁目             |
| （武庫郡本庄村）深江字西濱                                                               | （武庫郡本庄村）深江字踊松町 | 本庄町深江字踊松町 | 深江南町五丁目             |
| （武庫郡本庄村）青木字桑津                                                               | （武庫郡本庄村）青木字新浜町 | 本庄町青木字新浜町 | 深江南町五丁目、青木一丁目 |
| （武庫郡本庄村）青木字東七郎右衛門新田（南半、青木字文教町になった以外）                 | （武庫郡本庄村）青木字新浜町 | 本庄町青木字新浜町 | 深江南町五丁目、青木一丁目 |
| （武庫郡本庄村）青木字中七郎右衛門新田（南半、青木字文教町になった以外）                 | （武庫郡本庄村）青木字新浜町 | 本庄町青木字新浜町 | 深江南町五丁目、青木一丁目 |
| （武庫郡本庄村）青木字南七郎右衛門新田（南西部、青木字文教町・深江字踊松町になった以外） | （武庫郡本庄村）青木字新浜町 | 本庄町青木字新浜町 | 深江南町五丁目、青木一丁目 |
| （武庫郡本庄村）青木字東濱先                                                             | （武庫郡本庄村）青木字新浜町 | 本庄町青木字新浜町 | 深江南町五丁目、青木一丁目 |
| （武庫郡本庄村）青木字西濱先                                                             | （武庫郡本庄村）青木字新浜町 | 本庄町青木字新浜町 | 深江南町五丁目、青木一丁目 |
| （武庫郡本庄村）青木字西七郎右衛門新田（南東部、青木字文教町・松本町になった以外）       | （武庫郡本庄村）青木字新浜町 | 本庄町青木字新浜町 | 深江南町五丁目、青木一丁目 |

## 施設
- 神戸大学 海事科学部（旧・神戸商船大学）